# Nils-Erik Andersson
Nils-Erik Andersson, född 1943, är en svensk jurist som var lagman i Västerviks tingsrätt från 1995 till 2005.
Andersson var rådman i Växjö tingsrätt när han 24 augusti 1995 utnämndes till lagman i Västerviks tingsrätt.